# Star Trek
 For alternative betydninger, se Star Trek (flertydig). (Se også artikler, som begynder med Star Trek)
Star Trek er en amerikansk mediefranchise, der begyndte med Gene Roddenberrys science fiction-serie af samme navn i 1966. Siden har den udviklet sig til et globalt popkulturelt fænomen, som omfatter en lang række tv-serier, spillefilm, computerspil, romaner og tegneserier. Det er en af de mest anerkendte og indbringende mediefranchises nogensinde.
Den oprindelige tv-serie, Star Trek, havde premiere på NBC den 8. september 1966 og løb over tre sæsoner med i alt 79 afsnit, inden den sluttede den 2. juni 1969. Serien foregår i Mælkevejen omkring 2260'erne og følger kaptajn James T. Kirk (William Shatner) og stjerneskibet USS Enterprise (NCC-1701) på deres mange rumeventyr. Roddenberry lod sig blandt andet inspirere af C.S. Foresters romaner om Horatio Hornblower (1937–67), Jonathan Swifts satiriske Gullivers rejser (1726), science fiction-filmen Kampen på dødskloden (1956) og westernserier som Wagon Train (1957–65).
Star Trek-franchisen omfatter officielt den oprindelige tv-serie, elleve spin-off-serier og tretten spillefilm. Kaptajn Kirks eventyr fortsatte i den kortlivede Star Trek: The Animated Series (1973–74) og seks spillefilm. Med fiktionsseriens genopblomstring i 1980'erne fulgte fire nye tv-serier: The Next Generation (1987–94), der udspiller sig omkring et århundrede efter den oprindelige serie og følger en ny besætning på et nyt Enterprise-skib, samt Deep Space Nine (1993–99) og Voyager (1995–2001), som foregår i samme tidsperiode. Enterprise (2001–05) fungerer som en forløber for den oprindelige serie og skildrer menneskehedens første spæde rumrejser. Besætningen fra The Next Generation optræder desuden i fire film. I 2009 fik filmfranchisen et såkaldt "reboot" med den alternative "Kelvin-tidslinjen", som består af tre spillefilm. Star Treks nyeste tv-renæssance begyndte i 2017 med Discovery (2017–) og er siden blevet udvidet med streamingserierne Short Treks (2018–20), Picard (2022–23), Lower Decks (2021–), Prodigy (2021-) og Strange New Worlds (2022–).
Star Trek er ét af de mest populære og indflydelsesrige fænomener i science fiction-genrens historie. Franchisens fans kaldes trekkies eller trekkers, og fra 1998 til 2008 havde Star Trek sin egen forlystelse i Las Vegas, Nevada. Mindst to udstillinger med rekvisitter fra serierne rejser i øjeblikket verden rundt, og franchisen har sit eget kunstsprog, klingonsk. Star Trek er blevet parodieret utallige gange, og dedikerede fans har sågar produceret egne Star Trek-film og -serier.
Star Treks kulturelle betydning rækker langt ud over science fiction. Franchisen er især kendt for at promovere progressive idealer og værdier. Den oprindelige serie var blandt de første i tv-historien med et multietnisk ensemble, og referencer til Star Trek dukker op i alt fra ubådsfilmen Crimson Tide til animationsserien South Park.

## Baggrund

### Idé og ramme
Allerede i 1964 skrev Gene Roddenberry et første udkast til den science fiction-serie, der senere skulle blive til Star Trek. Offentligt beskrev han serien som en western i rummet, en såkaldt "Wagon Train til stjernerne", men over for sine venner afslørede han, at inspirationen i højere grad kom fra Jonathan Swifts Gullivers rejser (1726). Hvert afsnit skulle både fungere som et eventyr og en moralsk fortælling.
Star Trek udspiller sig i en optimistisk fremtid, hvor videnskaben har muliggjort fredelig sameksistens mellem menneskeheden og andre intelligente arter i galaksen. Jordens store problemer med racisme, fattigdom, miljøødelæggelse, intolerance og overtro er blevet overvundet. De fleste fortællinger centrerer sig om Stjerneflåden – Den Forenede Føderation af Planeters fredsbevarende armada – og følger en besætning, hvis medlemmer gennemgående er præget af menneskekærlighed, uselviskhed og vilje til selvopofrelse. De stilles ofte over for komplekse dilemmaer, som kræver moralske, altruistiske løsninger.
Star Trek har ofte fungeret som en allegori over samtidens kulturelle og politiske strømninger. Star Trek: The Original Series adresserede mange af 1960'ernes brændpunkter, og de efterfølgende spin-off-serier og spillefilm har på lignende vis spejlet deres respektive årtiers udfordringer. Tilbagevendende temaer i Star Trek inkluderer krig og fred, loyalitet, autoritarisme, imperialisme, klassekamp, økonomi, racisme, religion, menneskerettigheder, sexisme, feminisme og teknologi. Roddenberry udtalte selv, at han med sin fiktive verden kunne kommentere på kontroversielle emner som sex, religion, politik og krig uden at blive censureret.
Roddenberrys vision var at skabe en tv-serie, der kunne afspejle samtidens spirende ungdomsoprør og modkultur. Med Star Trek ønskede han at vise, hvad menneskeheden kunne opnå, hvis den lærte af fortiden og vendte sig væk fra vold. Et centralt eksempel er racen vulcanerne, som har en voldelig fortid, men har lært at undertrykke deres følelser til fordel for logik og fred. Roddenberrys pacifistiske idealer kommer også til udtryk i Den Forenede Føderation af Planeter, der kan tolkes som en optimistisk fremtidsversion af FN. NBC delte dog ikke altid hans progressive visioner og modsatte sig blandt andet hans krav om en multietnisk besætning på Enterprise.

## Historie og produktion

### Star Trek: The Original Series(1965–1969)
I begyndelsen af 1964 præsenterede Gene Roddenberry et kortfattet udkast til Star Trek for Desilu Productions. Han beskrev konceptet som en science fiction-udgave af westernserien Wagon Train (1957–65) og lancerede idéen med sloganet "Wagon Train til stjernerne". Sammen med Desilus udviklingsafdeling videreudviklede Roddenberry manuskriptet, indtil det var klart til at blive pitchet for NBC.
NBC valgte at finansiere et pilotafsnit med titlen "The Cage", hvor Jeffrey Hunter spillede kaptajn Christopher Pike, kommandør på stjerneskibet Enterprise. Netværket afviste dog det færdige afsnit med begrundelsen, at det var "for intellektuelt". Alligevel bevarede NBC troen på projektet og traf den usædvanlige beslutning at bestille et nyt pilotafsnit: "Where No Man Has Gone Before".
Det første afsnit af Star Trek, der blev sendt på tv, var "The Man Trap", som havde premiere torsdag den 8. september 1966 i USA.
Serien startede med solide seertal, men allerede fra midten af første sæson begyndte seerne at falde fra. Star Trek placerede sig som nummer 52 ud 94 programmer i seertal. På grund af den vigende seerinteresse overvejede NBC at aflyse Star Trek midt i anden sæson. Dette udløste en hidtil uset fanaktion, anført af Bjo Trimble, hvor tusindvis af seere deltog i en organiseret brevkampagne for at redde serien. På baggrund denne indsats besluttede NBC at forlænge Star Trek med en tredje sæson, men med betydelige ændringer: Serien blev flyttet fra prime time til den ugustine sene fredag aften, kendt som "death slot", og produktionsbudgettet blev skåret markant. I protest trak Roddenberry sig som producer, og Fred Freiberger overtog ledelsen af seriens tredje og sidste sæson. På trods af endnu en fanbaseret kampagne valgte NBC at aflyse Star Trek efter blot tre sæsoner og 79 afsnit.

### Star Treksgenfødsel (1969–1991)
Efter at den oprindelige serie var blevet aflyst, valgte Desilu, som på det tidspunkt var blevet omdøbt til Paramount Television, at sælge genudsendelsesrettighederne til Star Trek for at dække seriens produktionsunderskud. Genudsendelserne begyndte allerede i slutningen af 1969, og i løbet af 1970'erne blev Star Trek vist på over 150 amerikanske tv-stationer og i mere end 60 lande verden over. Det var især gennem disse genudsendelser, at serien opnåede den kultstatus, der langt overgik dens oprindelige popularitet.
Et tydeligt tegn på seriens voksende gennemslagskraft var den første Star Trek-messe, som fandt sted den 21. til 23. januar 1972 i New York. Arrangørerne havde forventet blot et par hundrede deltagere, men flere tusinde fans dukkede op. Begivenheden markerede begyndelsen på en tradition, der fortsætter den dag i dag med Star Trek-masser over hele verden.
Seriens nyvundne succes førte til idéen om at genoplive Star Trek-franchisen. I samarbejde med Paramount producerede animationsstudiet Filmation den første spin-off-serie, Star Trek: The Animated Series, hvor skuespillerne fra den oprindelige serie lagde stemmer til deres gamle roller. Serien blev sendt på NBC i 22 afsnit à en halv time og løb over to sæsoner fra 1973 til 1974. Selvom serien blev kortlivet, opnåede den anerkendelse og modtog franchisens første Emmy-pris for bedste børneserie. I maj 1975 begyndte Paramount og Gene Roddenberry at udvikle en ny live-action-serie med titlen Star Trek: Phase II som reaktion på den voksende interesse for Star Trek. Projektet blev dog skrinlagt, da Paramount valgte at opgive planerne om at lancere en ny tv-kanal, Paramount Television Service, hvor serien ellers skulle have haft premiere.
Efter succesen med science fiction-filmene Star Wars (1977) og Nærkontakt af tredje grad (1977) besluttede Paramount i stedet at omdanne pilotafsnittet fra Phase II til en spillefilm. Resultatet blev Star Trek: The Motion Picture, som fik premiere i USA den 7. december 1979. Filmen modtog blandede anmeldelser og indtjente 139 millioner dollars på verdensplan, hvilket var mindre end forventet, men nok til at retfærdiggøre en efterfølger. Til gengæld krævede Paramount, at Roddenberry opgav den kreative kontrol over alle fremtidige Star Trek-film. Efterfølgeren Star Trek II: The Wrath of Khan blev et vendepunkt. Selvom den indtjente mindre end sin forgænger, genererede den et væsentligt større overskud på grund af lavere produktionsomkostninger. Paramount producerede herefter yderligere fire Star Trek-film med skuespillerne fra den oprindelige serie.
Allerede i 1983 begyndte Paramount at betragte Star Trek som en egentlig mediefranchise med potentiale på tværs af platforme: Ikke kun inden for film og tv, men også gennem bogudgivelser og videospil, udviklet af selskabets spilafdeling i samarbejde med blandt andre Sega. I 1987 vendte franchisen tilbage til tv-skærmene med Star Trek: The Next Generation. I stedet for at sende serien på en enkelt tv-kanal valgte Paramount at distribuere den via syndikering, hvilket betød, at lokale tv-stationer kunne købe og vise serien uafhængigt af de store netværk. Serien foregår omkring et århundrede efter den oprindelige og følger en ny besætning ombord på et nyt Enterprise.

### Tiden efter Gene Rodenberry (1991–2005)
Efter Star Trek: The Motion Picture blev Gene Roddenberrys rolle reduceret fra producer til konsulent. Det betød, at han kun havde begrænset indflydelse på de efterfølgende film, men til gengæld spillede han en central rolle i udviklingen af Star Trek: The Next Generation. Roddenberry døde den 24. oktober 1991, hvorefter den ledende producent Rick Berman overtog kontrollen med franchisen.   The Next Generation opnåede de højeste seertal af alle Star Trek-serier og blev den mest syndikerede serie på tv. I kølvandet på seriens succes lancerede Paramount spin-off-serien Deep Space Nine i 1993. Serien opnåede aldrig samme popularitet som The Next Generation, men havde stabile seertal og blev sendt i syv sæsoner.
I januar 1995, få måneder efter afslutningen på The Next Generation, lancerede Paramount en fjerde tv-serie, Voyager. I midten af 1990'erne nåede Star Trek et højdepunkt, hvor Deep Space Nine og Voyager blev sendt sideløbende, mens film baseret på The Next Generation udkom i henholdsvis 1994, 1996 og 1998. Omkring årtusindskiftet var Star Trek Paramounts vigtigste intellektuelle ejendom, og overskuddet fra franchisen finansierede en væsentlig del af studiets samlede drift. Voyager blev flagskib for den nye tv-station United Paramount Network (UPN) og dermed den første Star Trek-serie, der blev produceret til en større tv-kanal siden den oprindelige serie i 1960'erne.
Efter Voyagers afslutning, begyndte Paramount at producere serien Enterprise som en forgænger til de tidligere serier. Enterprise opnåede dog ikke samme høje seertal som de foregående, og UPN overvejede at aflyse serien efter tredje sæson. Fans igangsatte derfor en brevkampagne, der mindede om den, der i sin tid havde reddet tredje sæson af den oprindelige serie. Paramount valgte at forny Enterprise med en fjerde sæson, men flyttede samtidig udsendelsen til fredag aftens såkaldte "death slot". Ligesom den oprindelige serie oplevede Enterprise derfor et markant fald i seertal, og UPN aflyste serien efter afslutningen på fjerde sæson. Det sidste afsnit blev sendt den 13. maj 2005. En dedikeret fangruppe ved navn "Save Enterprise" forsøgte at redde serien endnu engang og satte sig for at rejse 30 millioner dollars til privat finansiering af en femte sæson. Selvom initiativet fik betydelig medieopmærksomhed, lykkedes det ikke at få serien genoptaget. Aflysningen af Enterprise satte punktum for en 18 år lang periode med uafbrudt Star Trek-indhold på tv. Samtidig kastede en skuffende biografindtjening for filmen Star Trek: Nemesis (2002) en skygge over franchisens fremtid. Paramount valgte i den forbindelse at fjerne den mangeårige producer Rick Berman som leder af Star Trek-franchisen.

### Kelvin-tidslinjen (2009–2016)
I 2007 hyrede Paramount et nyt kreativt hold til at genoplive Star Trek-franchisen på det store lærred. Manuskriptforfatterne Roberto Orci og Alex Kurtzman samt producer og instruktør J. J. Abrams fik frie hænder til at gentænke seriens udtryk og univers. Resultatet blev franchisens ellevte spillefilm, Star Trek, som fik premiere i maj 2009. Filmen introducerede et helt nyt cast i de klassiske roller fra den oprindelige tv-serie, men handlingen udspillede sig i den alternative såkaldte Kelvin-tidslinje. Denne konstruktion gav filmskaberne frihed til at omgå den etablerede Star Trek-kanon. Markedsføringen var målrettet et nyt publikum og bar sloganet: "Dette er ikke som din fars Star Trek".
Filmen blev både en kritisk og kommerciel succes og indtjente mere end nogen tidligere Star Trek-film. Den modtog desuden franchisens første Oscar-pris for bedste makeup. To efterfølgere fulgte. Den første, Star Trek Into Darkness, havde premiere i foråret 2013. Selvom den indtjente en smule mindre i USA end sin forgænger, blev den – målt på global indtjening – den mest succesfulde film i franchisens historie. Den trettende film i franchisen, Star Trek Beyond, fik premiere den 22. juli 2016. Produktionen var præget af udfordringer, herunder flere omskrivninger af manuskriptet. På trods af positive anmeldelser skuffede filmen i biograferne med en lavere indtjening end forventet.

### Udvidelse afStar Trek-universet (2017–)
I midten af 2000'erne afviste Paramount flere forslag om at genoplive Star Trek-franchisen på tv. Blandt idéerne var projekter fremsat af instruktør Bryan Singer, Babylon 5-skaberen J. Michael Straczynski samt Star Trek-veteranerne Jonathan Frakes og William Shatner. Selvom Paramount ikke selv producerede nyt Star Trek-indhold til tv, bidrog de fremvoksende streamingtjenester til at gøre de tidligere serier let tilgængelige og dermed skabe nye generationer af Star Trek-fans. Paramount valgte til sidst at hoppe med på streamingbølgen og relancerede franchisen med serien Star Trek: Discovery. Den blev udviklet som flagskib for Paramount-netværket CBS' egen streamingtjeneste, CBS All Access, og fik premiere den 24. september 2017. De første tre sæsoner blev vist på CBS All Access i USA, mens Netflix, som medfinansierede produktionen af Discovery, havde de internationale visningsrettigheder. Denne aftale ophørte dog kort før premieren på seriens fjerde sæson i november 2021. Siden da har serien kun været tilgængelig via streamingtjenester ejet af Paramount.
I juni 2018 indgik Alex Kurtzman en femårig aftale med Paramount om at udvide Star Trek-franchisen. Aftalen omfattede udviklingen af en række nye projekter, herunder serier, miniserier og animationsformater. Kurtzman udtrykte et ønske om at "åbne [Star Treks] verden op" og skabe serier, der ganske vist udspiller sig i det samme univers, men som hver især har deres egen "unikke fortællestil og særskilte filmiske udtryk". Denne tilgang sammenlignede han med strategien bag Marvel Cinematic Universe. I modsætning til Marvel ønskede Kurtzman dog ikke, at Star Trek-serierne skulle væves sammen til én samlet fortælling. I stedet skulle hver serie kunne stå alene, så publikum kunne følge dem uafhængigt af hinanden.
Den anden serie i udvidelsen af Star Trek-universet blev Star Trek: Picard med Patrick Stewart i hovedrollen som Jean-Luc Picard. Serien fik premiere på CBS All Access den 23. januar 2020. I modsætning til Discovery blev Picard streamet internationalt via Amazon Prime Video. Paramount lancerede desuden Star Trek: Short Treks, en række selvstændige miniafsnit, der blev udsendt mellem sæsonerne af Discovery og Picard. En ny live-action-serie, Star Trek: Strange New Worlds, fik premiere den 5. maj 2022, og er en forgænger til den oprindelige Star Trek-serie. Den animerede voksenkomedieserie Star Trek: Lower Decks blev lanceret den 6. august 2020 på CBS All Access, mens endnu en animationsserie, Star Trek: Prodigy, fik premiere på den nyomdøbte streamingtjeneste Paramount+ den 28. oktober 2021. Den fuldt computeranimerede Prodigy markerede et nyt kapitel i franchisens historie som den første Star Trek-serie specifikt rettet mod et yngre publikum.
Finalen på Picard blev sendt i april 2023, mens Discovery afsluttede sin femte og sidste sæson i maj 2024. Som led i franchisens videre udvikling er en ny serie, Star Trek: Starfleet Academy, i produktion som erstatning for de afsluttede serier. Paramount har desuden annonceret planer om at udvide Star Trek-universet med nye film til Paramount+. Den første af disse, Section 31, fik premiere den 24. januar 2025.

## Serier
I alt består Star Trek-franchisen af tolv tv-serier: The Original Series, The Animated Series, The Next Generation, Deep Space Nine, Voyager, Enterprise, Discovery, Short Treks, Picard, Lower Decks, Prodigy og Strange New Worlds. Tilsammen udgør disse serier 940 afsnit fordelt på 49 sæsoner.
| Serie               | Sæsoner | Afsnit | Sendedatoer                          | Sendedatoer                          | Sendedatoer               |
| Serie               | Sæsoner | Afsnit | Første afsnit                        | Sidste afsnit                        | Kanal                     |
| ------------------- | ------- | ------ | ------------------------------------ | ------------------------------------ | ------------------------- |
| The Original Series | 3       | 79     | 8. september 1966 – 3. juni 1969     | 8. september 1966 – 3. juni 1969     | NBC                       |
| The Animated Series | 2       | 22     | 8. september 1973 – 12. oktober 1974 | 8. september 1973 – 12. oktober 1974 | NBC                       |
| The Next Generation | 7       | 178    | 28. september 1987 – 23. maj 1994    | 28. september 1987 – 23. maj 1994    | Syndikering               |
| Deep Space Nine     | 7       | 176    | 4. januar 1993 – 31. maj 1999        | 4. januar 1993 – 31. maj 1999        | Syndikering               |
| Voyager             | 7       | 172    | 16. januar 1995 – 23. maj 2001       | 16. januar 1995 – 23. maj 2001       | UPN                       |
| Enterprise          | 4       | 98     | 26. september 2001 – 13. maj 2005    | 26. september 2001 – 13. maj 2005    | UPN                       |
| Discovery           | 5       | 65     | 24. september 2017 – 30. maj 2024    | 24. september 2017 – 30. maj 2024    | CBS All Access Paramount+ |
| Short Treks         | 2       | 10     | 4. oktober 2018 – 9. januar 2020     | 4. oktober 2018 – 9. januar 2020     | CBS All Access Paramount+ |
| Picard              | 3       | 30     | 23. januar 2020 – 20. april 2023     | 23. januar 2020 – 20. april 2023     | CBS All Access Paramount+ |
| Lower Decks         | 5       | 50     | 6. august 2020 – 19. december 2024   | 6. august 2020 – 19. december 2024   | CBS All Access Paramount+ |
| Prodigy             | 2       | 40     | 28. oktober 2021 – 1. juni 2024      | 28. oktober 2021 – 1. juni 2024      | Paramount+ Netflix        |
| Strange New Worlds  | 2       | 20     | 5. maj 2022 –                        | 5. maj 2022 –                        | Paramount+                |

## Film
Paramount Pictures har produceret tretten Star Trek-spillefilm. De første seks film viderefører fortællingen om besætningen fra den oprindelige tv-serie. Den syvende film, Generations, fungerede som en overgangsfortælling mellem den oprindelige serie og The Next Generation. De følgende tre film fokuserede udelukkende på besætningen fra The Next Generation. Den ellevte film betragtes bredt som et "reboot" af franchisen, selvom den teknisk set fungerer som en fortsættelse, blot sat i den alternative såkaldte Kelvin-tidslinje. Derudover planlægger streamingtjenesten Paramount+ at udgive en ny Star Trek-tv-film hvert andet år fra 2025 og frem.
| Film                     | Premieredato        | Instruktør          | Manuskriptforfattere                                         | Idéforfattere                                      | Producere                                                               |
| The Original Series      | The Original Series | The Original Series | The Original Series                                          | The Original Series                                | The Original Series                                                     |
| ------------------------ | ------------------- | ------------------- | ------------------------------------------------------------ | -------------------------------------------------- | ----------------------------------------------------------------------- |
| The Motion Picture       | 7. december 1979    | Robert Wise         | Harold Livingston                                            | Alan Dean Foster                                   | Gene Roddenberry                                                        |
| The Wrath of Khan        | 4. juni 1982        | Nicholas Meyer      | Jack B. Sowards                                              | Harve Bennett og Jack B. Sowards                   | Robert Sallin                                                           |
| The Search for Spock     | 1. juni 1984        | Leonard Nimoy       | Harve Bennett                                                | Harve Bennett                                      | Harve Bennett                                                           |
| The Voyage Home          | 26. november 1986   | Leonard Nimoy       | Steve Meerson, Peter Krikes, Nicholas Meyer og Harve Bennett | Harve Bennett og Leonard Nimoy                     | Harve Bennett                                                           |
| The Final Frontier       | 9. juni 1989        | William Shatner     | David Loughery                                               | William Shatner, Harve Bennett og David Loughery   | Harve Bennett                                                           |
| The Undiscovered Country | 6. december 1991    | Nicholas Meyer      | Nicholas Meyer og Denny Martin Flinn                         | Leonard Nimoy og Lawrence Konnerand Mark Rosenthal | Ralph Winter og Steven-Charles Jaffe                                    |
| The Next Generation      |                     |                     |                                                              |                                                    |                                                                         |
| Generations              | 18. november 1994   | David Carson        | Ronald D. Moore og Brannon Braga                             | Rick Berman, Brannon Braga og Ronald D. Moore      | Rick Berman                                                             |
| First Contact            | 22. november 1996   | Jonathan Frakes     | Ronald D. Moore og Brannon Braga                             | Rick Berman, Brannon Braga og Ronald D. Moore      | Rick Berman                                                             |
| Insurrection             | 11. december 1998   | Jonathan Frakes     | Michael Piller                                               | Rick Berman og Michael Piller                      | Rick Berman                                                             |
| Nemesis                  | 13. december 2002   | Stuart Baird        | John Logan                                                   | John Logan, Rick Berman og Brent Spiner            | Rick Berman                                                             |
| Kelvin-tidslinjen        |                     |                     |                                                              |                                                    |                                                                         |
| Star Trek                | 8. maj 2009         | J. J. Abrams        | Roberto Orci og Alex Kurtzman                                | Roberto Orci og Alex Kurtzman                      | J. J. Abrams og Damon Lindelof                                          |
| Star Trek Into Darkness  | 17. maj 2013        | J. J. Abrams        | Roberto Orci, Alex Kurtzman og Damon Lindelof                | Roberto Orci, Alex Kurtzman og Damon Lindelof      | J. J. Abrams, Bryan Burk, Damon Lindelof, Alex Kurtzman og Roberto Orci |
| Star Trek Beyond         | 22. juli 2016       | Justin Lin          | Simon Pegg og Doug Jung                                      | Simon Pegg og Doug Jung                            | J. J. Abrams, Roberto Orci, Lindsey Weber og Justin Lin                 |
| Paramount+               |                     |                     |                                                              |                                                    |                                                                         |
| Section 31               | 24. januar 2025     | Olatunde Osunsanmi  | Craig Sweeny                                                 | Bo Yeon Kim og Erika Lippoldt                      |                                                                         |